# Grande Tempestade de 1703
A grande tempestade de 1703 foi um ciclone extratropical destrutivo que atingiu o centro e o sul da Inglaterra em 26 de novembro de 1703. Os ventos fortes causaram o colapso de 2 000 chaminés em Londres e danificaram a New Forest, que perdeu 4 000 carvalhos. Os navios foram desviados centenas de milhas do curso e mais de 1 000 marinheiros morreram apenas em Goodwin Sands. Boletins de notícias de baixas e danos foram vendidos em toda a Inglaterra - uma novidade na época. A Igreja da Inglaterra declarou que a tempestade era a vingança de Deus pelos pecados da nação. Daniel Defoe pensou que era um castigo divino pelo mau desempenho contra os exércitos católicos na Guerra da Sucessão Espanhola.